# David Hendricks Bergey
David Hendricks Bergey (* 27. Dezember 1860 in Skippack, Pennsylvania; † 5. September 1937 in Philadelphia) war ein amerikanischer Arzt und Bakteriologe. Er identifizierte eine Reihe von Bakterien und verfasste das Standardwerk „Bergey’s Manual of Determinative Bacteriology“ zu deren Bestimmung und Klassifizierung.

## Leben
David Hendricks Bergey unterrichtete einige Jahre an Schulen in Montgomery County, Pennsylvania, bevor er an der University of Pennsylvania ein Studium der Medizin begann. Nach dem Ende des Studiums im Jahr 1884 wirkte er zunächst bis 1893 als praktizierender Arzt in North Wales, Pennsylvania. Anschließend wechselte er an das Labor für Hygiene der University of Pennsylvania. Im Jahr 1903 wurde er zum Assistenzprofessor ernannt und übernahm damit Lehrverpflichtungen auf dem Gebiet der Bakteriologie, ab 1926 war er Professor für Hygiene und Bakteriologie und ab 1929 Leiter des Hygienelabors. Seine Forschungsaktivitäten konzentrierten sich auf Tuberkulose, Konservierungsstoffe für Lebensmittel, die Phagozytose sowie auf Allergien. Neben seiner Lehr- und Forschungstätigkeit war er Präsident der Gesellschaft amerikanischer Bakteriologen. Nach dem Rückzug von seinen universitären Verpflichtungen im Jahr 1932 wirkte er bis zu seinem Tod als Direktor für den Bereich der biologischen Forschung für die Firma National Drug Company.

## Bergey’s Manual
Auf Veranlassung von David Hendricks Bergey wurden die Einnahmen aus der Veröffentlichung seines 1923 erstmals veröffentlichten Werkes „Manual of Determinative Bacteriology“ durch eine 1936 unter dem Namen Bergey’s Manual Trust gegründete Stiftung verwaltet, um Forschung auf dem Gebiet der systematischen Bakteriologie zu fördern. Das mehrfach in aktualisierten Fassungen (1934, 1939, 1948, 1957, 1974 und 1994) neu erschienene Werk liegt gegenwärtig in der neunten Auflage vor. Es gilt als grundlegend in der Etablierung einer Systematik für Bakterien und als Referenz für deren Bestimmung. Weitere von „Bergey’s Manual of Determinative Bacteriology“ abgeleitete Bücher sind die 1977 unter dem Titel „Shorter Bergey’s Manual of Determinative Bacteriology“ erschienene Kurzfassung sowie der 1966 veröffentlichte „Index Bergeyana“, der 1981 durch  den Band „Supplement to Index Bergeyana“ ergänzt wurde. Die bis in die Gegenwart bestehende Stiftung hat ihren Sitz an der University of Georgia und verleiht den Bergey-Preis (Bergey Award) für herausragende Beiträge zur Taxonomie der Bakterien sowie die Bergey-Medaille (Bergey Medal) für langjährige Beiträge zur systematischen Bakteriologie.

## Werke (Auswahl)
- Handbook of Practical Hygiene. The Chemical Publishing Company, Eaton 1899
- Principles of Hygiene. A practical manual for students, physicians, and health-officers. WB Saunders, Philadelphia 1901
- Manual of Determinative Bacteriology. Williams & Wilkins Company, Baltimore 1923